# Soutenabilité de la dette publique
La soutenabilité de la dette publique, ou viabilité de la dette publique, est l'aptitude des entités publiques (État, collectivités et organismes publics) à rembourser leurs emprunts. C'est une notion utilisée dans le cadre de la politique fiscale et dans celui des interventions des institutions financières internationales (IFI) auprès d'États endettés. Contrairement aux particuliers et aux entreprises, la durée de vie des États n'est pas limitées et ils n'ont donc pas besoin de rembourser le principal. L'enjeu pour eux est de maitriser les intérêts payés et être capables de faire « rouler la dette ». La soutenabilité de la dette publique peut être évaluée à l'aide d'équations comptables, de modèles théoriques et de prévisions économiques.

## Équations comptables
Une équation d'évolution de la dette d'un État permet, à partir de quelques paramètres macroéconomiques généraux, d'expliquer les facteurs de l'évolution de la dette publique. L'équation la plus simple, par l'approche comptable, est la suivante, :
{\displaystyle D_{t+1}=D_{t}(1+r_{t})-S_{t+1}}
avec {\displaystyle D_{t}} le niveau d'endettement à la fin de l'année {\displaystyle t}, {\displaystyle r_{t}} le taux d'intérêt à un an (taux de financement de la dette publique) à la fin de l'année {\displaystyle t} et {\displaystyle S_{t}} le solde budgétaire primaire (solde budgétaire hors paiement des intérêts de la dette) de l'année {\displaystyle t}. Si on écrit la valeur de la dette en proportion du PIB, on obtient l'équation d'évolution de la dette par rapport au PIB :
{\displaystyle d_{t+1}={\frac {1+r_{t}}{1+g_{t}}}d_{t}-s_{t+1}}
avec {\displaystyle d_{t}} le niveau d'endettement par rapport au PIB à la fin de l'année {\displaystyle t}, {\displaystyle s_{t}} le solde budgétaire primaire de l'année {\displaystyle t} par rapport au PIB, {\displaystyle g_{t}} le taux de croissance nominal du PIB entre les années {\displaystyle t} et {\displaystyle t+1}.
Dans ce modèle simplifié, on voit que les trois facteurs déterminants la variation du niveau de dette au temps {\displaystyle t+1} sont les valeurs pour l'année {\displaystyle {t}} :
- du solde budgétaire,
- du taux de financement obligataire de l'encours de dette,
- de la croissance du PIB nominal.

Le solde budgétaire stabilisant, c’est-à-dire la valeur de {\displaystyle s_{t+1}} telle que {\displaystyle d_{t+1}\leq d_{t}}, doit être, approximativement, supérieur ou égal à {\displaystyle (r_{t}-g_{t})d_{t}}. Quand {\displaystyle r_{t}-g_{t}>0}, on dit parfois qu'il y a un risque d'effet boule de neige,.
Pour plus de réalisme, on peut prendre également en compte le taux d'inflation, les taux de change, le taux d'intérêt effectif des dettes (c'est-à-dire en prenant en compte la structure de la dette) et différencier les dettes selon la devise dans laquelle elles sont libellées.

## Les déterminants de la viabilité de la dette
La croissance est une des variables déterminantes de la soutenabilité budgétaire. Son niveau est déterminé :
1. À court terme par l'environnement extérieur[5], le cycle économique et par l'écart de production (output-gap) qui est constaté. Cet écart de production peut résulter en particulier d'une politique d'ajustement budgétaire[6],[7],[8] et – dans une moindre mesure dans le cas de la France – d'un problème de compétitivité extérieure[9],[10].
2. À moyen ou long terme par le niveau de croissance potentielle, qui est ne dépend pas, au moins à court terme[11], des politiques d'ajustement ou de relance budgétaires ou du cycle économique.

## Analyses de viabilité de la dette
Certaines administrations des États ou des organisations internationales étudient la viabilité de la dette publique à l'aide d'une analyse de viabilité de la dette (AVD, ou en anglais Debt Sustainability Analysis) pour informer ou influencer les décideurs.

### FMI et Banque mondiale
L’AVD a d'abord été formalisée au Fonds monétaire internationale (FMI), en 2004, avec l'aide de la Banque mondiale, pour aider à résoudre les crises de la dette extérieure des pays en voie de développement puis a été étendu pour surveiller l'ensemble des dettes publiques. Les AVD reposent sur le même type d'équations comptables que la section précédente, en les adaptant au contexte (par exemple, dans certains cas, {\displaystyle D_{t}} représente simplement la dette extérieure). Les IFI réalisent des prévisions des variables des équations de dynamiques (comme par exemple le taux de croissance, la balance des paiements, etc.) pour chaque année et en déduisent si la trajectoire de la dette à une certaine échéance de moyen-terme (par exemple 5 ans) est « viable » ou non, c’est-à-dire si elle atteint des niveaux jugés acceptables. Elles comparent aussi différent scénarios économiques et politiques,.
Les AVD font parfois l'objet de critiques parce que leurs scénarios restreindraient arbitrairement l'espace des politiques possibles, ne prendraient pas en compte les besoins de développement mais simplement ceux des créanciers, appréhenderaient mal le fonctionnement international des marchés financiers, etc.

### Dans l'Union européenne
La Commission européenne utilise des outils semblables pour mener ses AVD, en particulier pour vérifier la compatibilité des budgets présentés par les différents pays de l'Union européenne avec les réglementations européennes (critères de convergence du traité de Maastricht, pacte de stabilité et de croissance en zone euro, six-pack, pacte budgétaire européen). Là encore, l'AVD s'expose à des critiques (par exemple quant au réalisme de ses hypothèses, à la question de sa transparence démocratique, à sa potentielle inadéquation avec les objectifs d'investissement pour affronter le dérèglement climatique et à sa mauvaise appréhension des effets internationaux (notamment intra-européens) des politiques fiscales).

## Viabilité de la dette dans les sciences économiques

### Contestation de la notion
Certains chercheurs minimisent son importance, arguant que bien souvent {\displaystyle r<g}. D'autres contestent même son existence qui repose sur une mauvaise compréhension des taux d'intérêts {\displaystyle r} ou du fait qu'un État, au moins quand il est souverain monétairement, n'a pas à se soucier de sa dette publique comme un particulier ou une entreprise a à le faire.

### Modèle historique de Domar
L'équation d'évolution de la dette peut être affinée en explicitant la dynamique de la croissance dans le cadre du modèle de Harrod-Domar en financement ouvert ou fermé. Dans le modèle de financement dit fermé, le taux de financement est presque stable sur une longue période, car la dette est financée majoritairement par une banque d'État (exemple du Japon) ou à cause des interventions de la banque centrale (exemple des États-Unis, au travers de la politique d'assouplissement quantitatif).

### Théories contemporaines
Au sein de l'économie mainstream, il existe trois classes principales de modèles de soutenabilité de la dette publique. La première approche, dite « empirique », est souvent inspirée du travail d'Henning Bohn, qui a étudié conjointement l'équation de la dynamique de la dette avec une autre équation reposant sur une « fonction de réaction fiscale ». La deuxième, dite « structurelle », consiste à intégrer la dette publique dans un modèle DSGE. La troisième modélise un comportement stratégique de l'État endetté et la possibilité du choix d'un défaut souverain.
Les deux premières approches intègrent une définition de la soutenabilité de la dette publique vue comme le respect par l'État de la contrainte budgétaire intertemporelle (dite aussi condition « no-Ponzi game »).